# Юрти (Новосибірська область)
Юрти (рос. Юрты) — село у Тогучинському районі Новосибірської області Російської Федерації.
Входить до складу муніципального утворення Коурацька сільрада. Населення становить 576 осіб (2010).

## Історія
Згідно із законом від 2 червня 2004 року органом місцевого самоврядування є Коурацька сільрада.

## Населення
| 2002 | 2007 | 2010 |
| ---- | ---- | ---- |
| 658  | ↗684 | ↘576 |